# Ölbronn-Dürrn

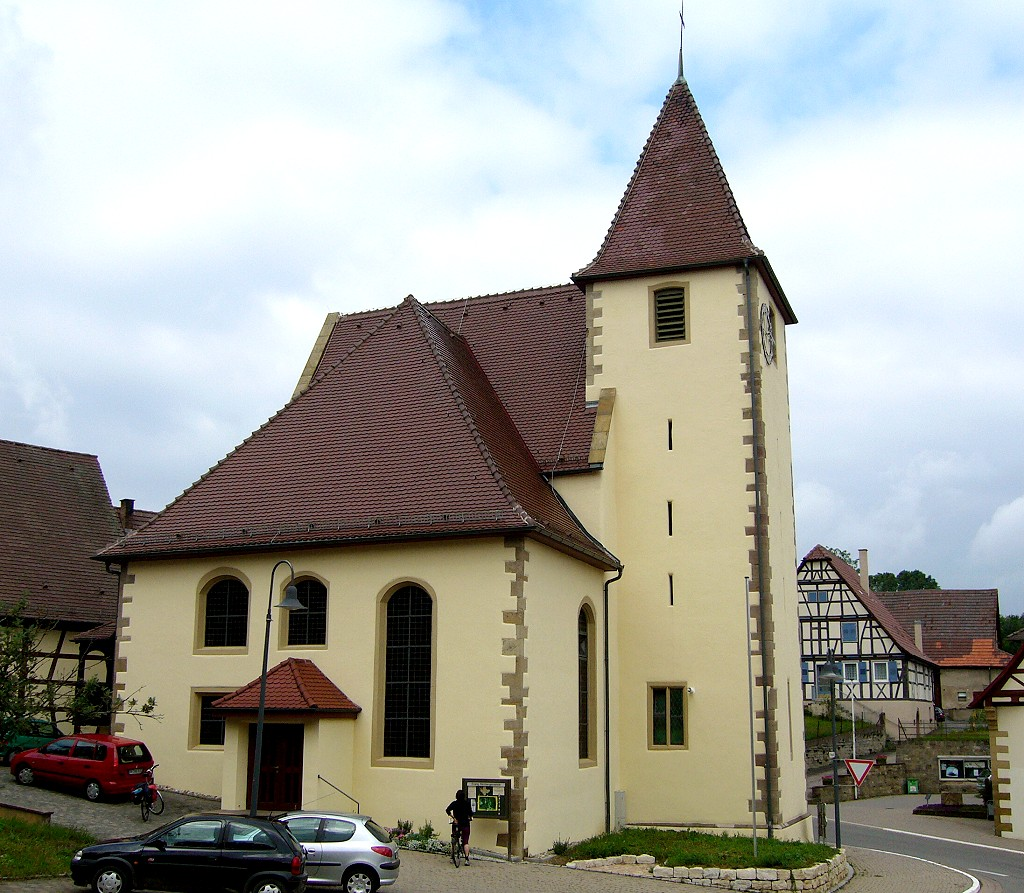
Die Dorfkirche von Dürrn

Ölbronn-Dürrn ist eine Gemeinde im Enzkreis in Baden-Württemberg.

## Geographie

### Lage
Ölbronn-Dürrn liegt etwa zwölf Kilometer von der Kreisstadt Pforzheim entfernt zwischen dem Kraichgau und dem Stromberg.

### Gemeindegliederung
Die Gemeinde Ölbronn-Dürrn besteht aus den beiden Ortsteilen Ölbronn (1.679 Einwohner) und Dürrn (1.769 Einwohner), (Einwohner Stand 31. Dezember 2018). Die Ortsteile sind räumlich identisch mit den ehemaligen Gemeinden gleichen Namens, ihre offizielle Bezeichnung erfolgt in der Form „Ölbronn-Dürrn Ortsteil …“.
Zum Ortsteil Dürrn gehören das Dorf Dürrn, die Höfe Waldhof und Karlshäuserhof. Zum Ortsteil Ölbronn gehören das Dorf Ölbronn und die Orte Erlen und Lerchenmühle.

Auf Dürrner Gemarkung liegen die Wüstungen Dagolfingen, Hadandesheim und Bach. Im Ortsteil Ölbronn liegen die Wüstungen Mühlhausen (Mulinshusen) und das nur mündlich-überlieferte Rothsalmbach.

### Nachbargemeinden
Nachbargemeinden sind im Uhrzeigersinn Knittlingen, Maulbronn, Ötisheim, Kieselbronn und Neulingen.

## Geschichte

### Vorgeschichte und Antike
Nach keltischer und römischer Siedlung wurde das Gebiet um Ölbronn und Dürrn im 3. Jahrhundert alemannisch und im 5. Jahrhundert fränkisch.
Vor dem Rathaus in Dürrn steht ein römischer Herkulesgedenkstein, der auf Gemarkung Dürrn gefunden worden war.

### Ölbronn

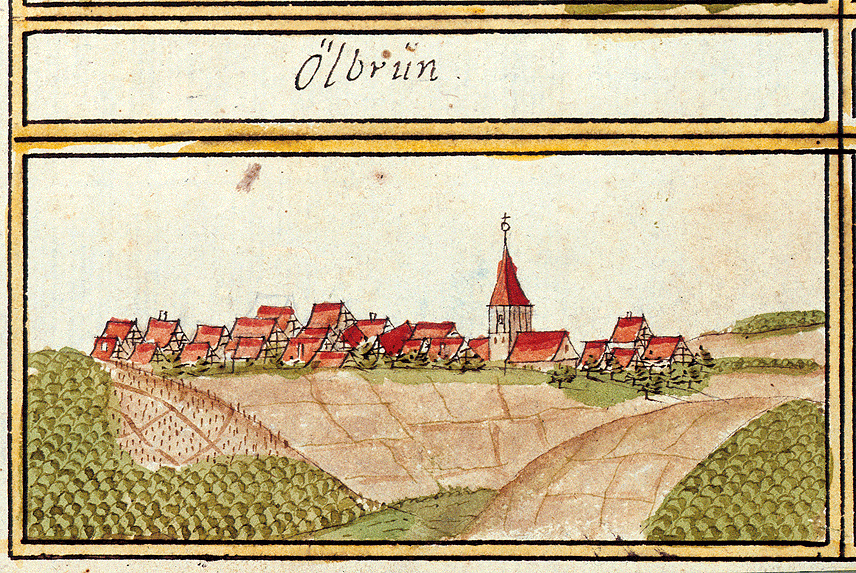
Ölbronn im Forstlagerbuch 1684 von Andreas Kieser

Die älteste bekannte Nennung Elebrunne stammt von 1244, die Bedeutung des Ortsnamens ist unbekannt. Möglicherweise handelt es sich bei Ölbronn um eine planmäßig angelegte, hochmittelalterliche Nachfolgesiedlung des abgegangenen Mühlhausen. Dies könnte die für die Region seltene angerartige Siedlungsanlage erklären. Mühlhausen lag im Bereich der heutigen Flur Brühl, Nennungen sind aus dem 8. und 9. Jahrhundert bekannt.
Aus enzbergischem und niefernschem Besitz ging die Ortsherrschaft Ölbronns im 13. Jahrhundert auf das damals unter pfälzischer Schirmherrschaft stehende Kloster Maulbronn über. 1504 eroberte das Herzogtum Württemberg das maulbronnische Klosterterritorium, zu dem Ölbronn zusammen mit zahlreichen anderen Dörfern weiterhin gehörte. Während der Reformation hob Württemberg das Kloster auf, und aus dem Klosterterritorium wurde das württembergische Klosteramt Maulbronn.
Während des Dreißigjährigen Krieges wurde Ölbronn 1622 nahezu komplett zerstört, einzig das Gebäude in der Oberen Steinbeisstraße 32 (datiert mit 1562) könnte das Inferno überlebt haben.
Anfang des 19. Jahrhunderts entstand bei der Umsetzung der neuen Verwaltungsgliederung im 1806 gegründeten Königreich Württemberg  aus dem Klosteramt Maulbronn das Oberamt Maulbronn. 1938, während der NS-Zeit in Württemberg, wurde das Oberamt Maulbronn aufgelöst, und Ölbronn wurde Teil des Landkreises Vaihingen.

### Dürrn
Das Dorf Dürrn entstand möglicherweise auf ursprünglich Kieselbronner Gemarkung und war lange Zeit politisch und kirchlich mit Kieselbronn vereinigt. Kieselbronn und Dürrn besaßen einen gemeinsamen Schultheiß, und für das 15. und 16. Jahrhundert ist die Bezeichnung Kieseldürrn belegt.
Die älteste bekannte Nennung Thurri stammt von 1240 und bedeutet Turm (möglicherweise ein Hinweis auf eine lokale Burg oder auf die Gemarkungsgrenze zwischen Kieselbronn und dem abgegangenen Mühlhausen).
Zwischen dem 13. und dem 18. Jahrhundert war die Ortsherrschaft in Dürrn zwei- bis dreigeteilt. Die Markgrafschaft Baden-Durlach kaufte 1687 den württembergischen und den neuneckischen Teil, 1730 den leutrumschen Teil. Der Karlshäuser Hof (Schloss Karlshausen) gehörte zum leutrumschen Ortsteil. Dürrn gehörte dann zum badischen Oberamt Pforzheim (seit 1936 Landkreis Pforzheim).

### Nachkriegszeit
1945 bis 1952 gehörten sowohl Ölbronn als auch Dürrn zum Nachkriegsland Württemberg-Baden, das 1945 in der Amerikanischen Besatzungszone gegründet worden war. 1952 gelangten die Gemeinden zum neuen Bundesland Baden-Württemberg. Mit der Auflösung der Landkreise Pforzheim und Vaihingen zum Ende des Jahres 1972 kamen Ölbronn und Dürrn zum Enzkreis.

### Ölbronn-Dürrn
Im Zuge der Gemeindereform in Baden-Württemberg schlossen sich am 1. Juli 1974 die altbadische Gemeinde Dürrn und die altwürttembergische Gemeinde Ölbronn zur neuen Gemeinde Ölbronn-Dürrn zusammen. Die Einwohner nennen ihre Gemeinde deshalb gerne das „Ländle im Kleinformat“.

### Kirchliche Geschichte

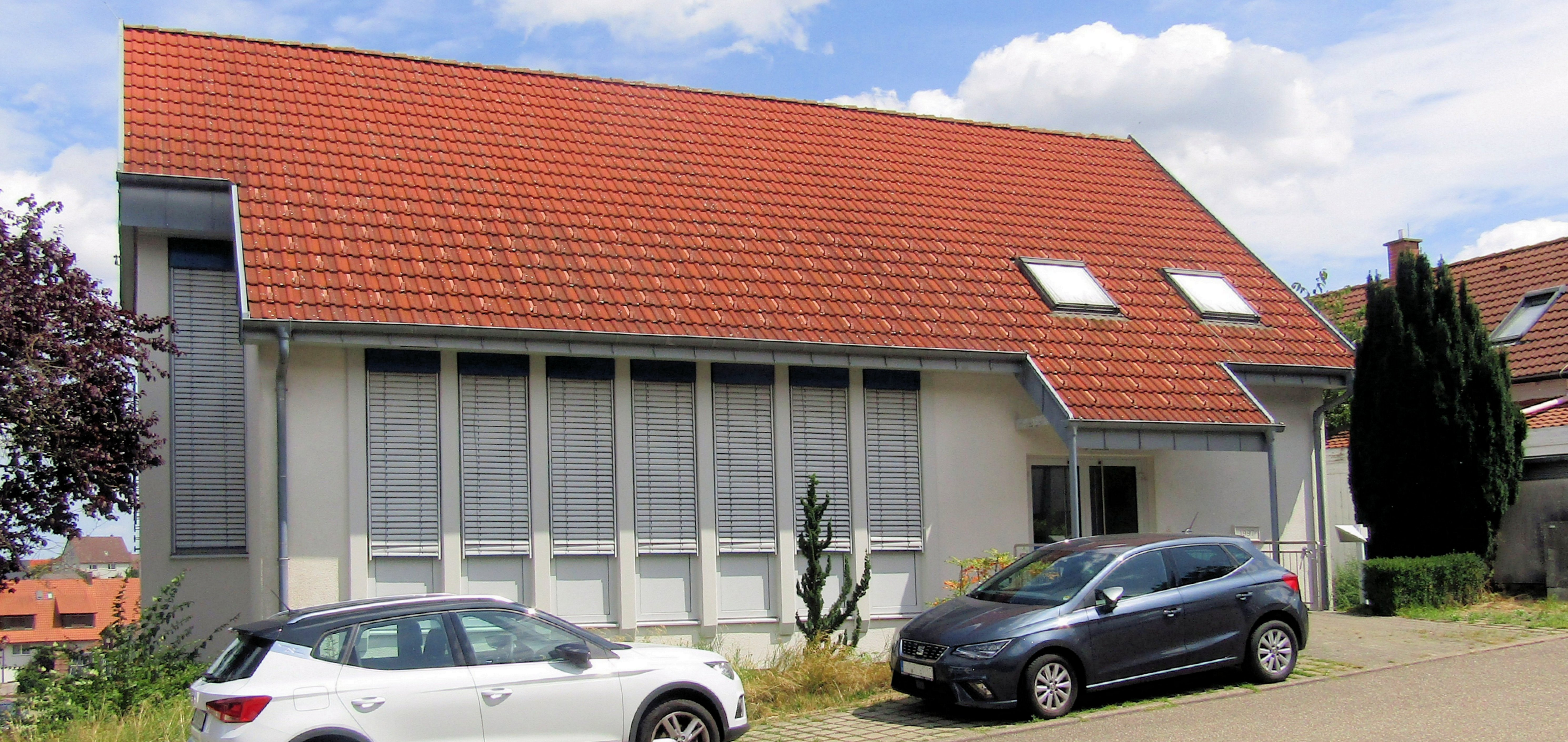
Neuapostolische Kirche Ölbronn

Beide Orte lagen in Mittelalter und Früher Neuzeit im Gebiet der fränkischen Diözese Speyer. Sowohl Dürrn als auch Ölbronn wurden im 16. Jahrhundert während der Reformation lutherisch-evangelisch.
Ölbronn hatte seit 1244 eine eigene Pfarrei, zuvor hatte es zur Pfarrgemeinde Bauschlott gehört. Zur heutigen evangelischen Pfarrei Ölbronn gehört auch Kleinvillars. 1969 wurde die katholische Heiligkreuzkirche errichtet.
Dürrn gehörte anfangs zur Pfarrei Kieselbronn. 1490 wurde die Dürrner Kapelle privilegiert. Dürrn erhielt 1656 eine eigene Pfarrei, die allerdings zeitweise wieder mit Kieselbronn zusammengelegt war.

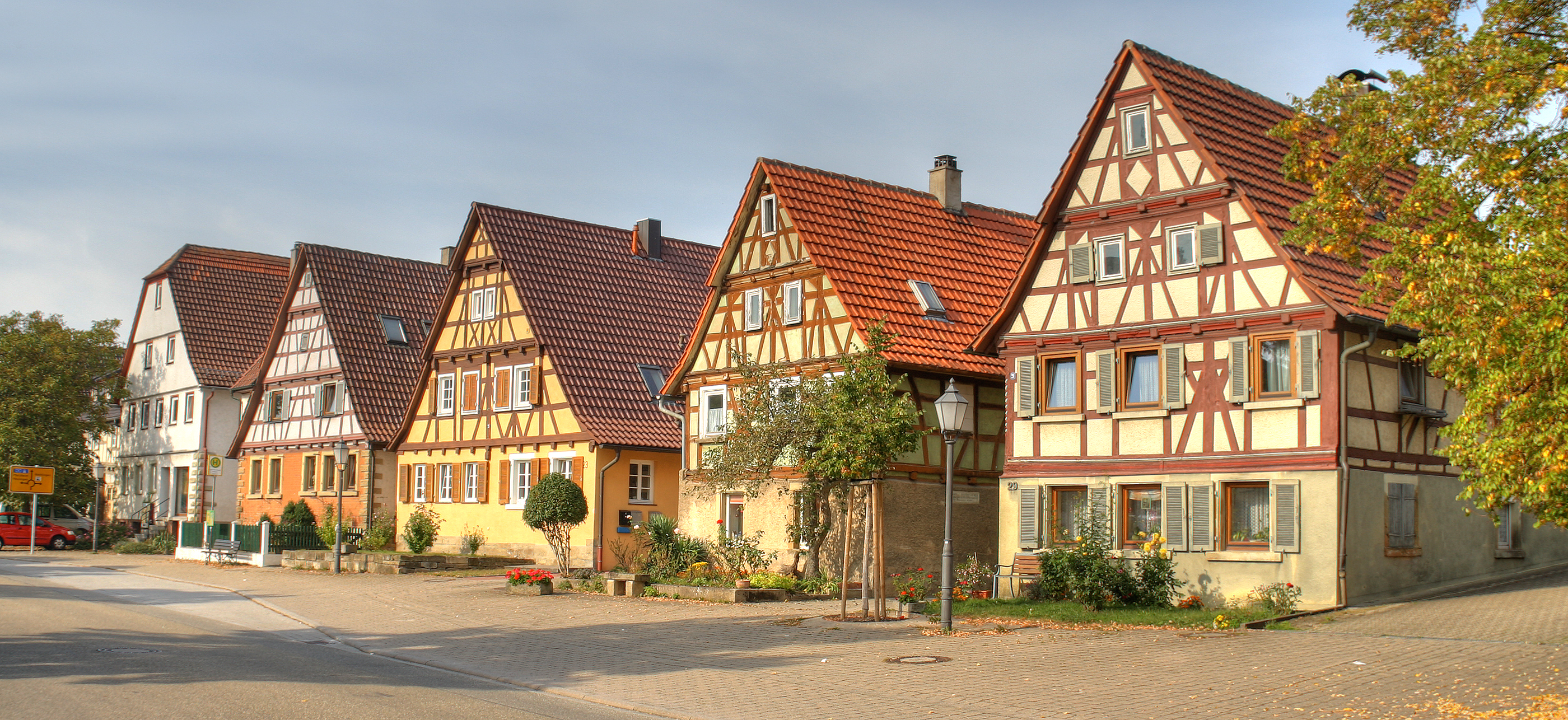
Fachwerkhäuser Ölbronn

## Politik

### Gemeinderat
Die Kommunalwahl am 9. Juni 2024 in Ölbronn-Dürrn führte zu folgendem Ergebnis. Die Wahlbeteiligung lag bei 66,58 % (2019: 63,24 %). Der Gemeinderat besteht aus den 12 gewählten ehrenamtlichen Gemeinderäten und dem Bürgermeister als Vorsitzendem. Der Bürgermeister ist im Gemeinderat stimmberechtigt.
| Partei / Liste                | Stimmenanteil 2024 | Sitze | Ergebnis 2019    |
| Freie Wähler                  | 55,36 %            | 7     | 60,3 %, 7 Sitze  |
| Aktive Bürger (AB)            | 40,85 %            | 5     | 39,7 %, 5 Sitze  |
| Parteiunabhängige Aktion (PA) | 3,79 %             | 0     | nicht angetreten |

### Bürgermeister
Bürgermeister ist seit dem 4. Januar 2023 Norman Tank. Er wurde am 9. Oktober 2022 mit 84,5 Prozent der Stimmen gewählt. Er folgte Norbert Holme nach, der ab 2007 amtierte und bei der Bürgermeisterwahl 2022 nicht mehr antrat.

### Ortsteile

#### Ölbronn

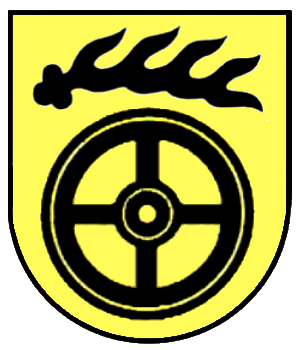
Wappen Ölbronn

Ölbronn ist erstmals 1244 als Elebrunnen urkundlich erwähnt worden. Man nimmt heute an, dass es die Nachfolgesiedlung des wahrscheinlich 926 zerstörten Dorfes Mühlhausen, das erstmals 790 im Lorscher Codex erwähnt wurde, ist. Ölbronn war Zehntdorf des Klosters Maulbronn und gehörte mit diesem zur Kurpfalz. Aufgrund des bayerisch-pfälzischen Erbfolgekrieges kam es 1504 an Württemberg. Während des Dreißigjährigen Krieges wurde Ölbronn am 13. Juli 1622 von kroatischen Truppen niedergebrannt und über 500 Bewohner wurden getötet. 1853 erhielt der Ort einen Bahnhof an der Strecke Mühlacker ↔ Bruchsal.

#### Dürrn

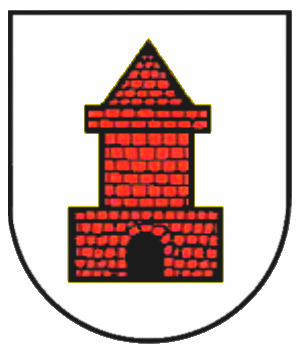
Wappen Dürrn

Dürrn wurde erstmals 1240 urkundlich erwähnt, dürfte jedoch älter sein. Das Dorf war in Besitz des Klosters Maulbronn. Nach Aufhebung des Klosters infolge der Reformation war die Gemeinde teils württembergisch teils badisch, ehe die Markgrafen von Baden 1687 auch den württembergischen Anteil erwarben. Die evangelische Kirche wurde 1738 errichtet.
Außerhalb von Dürrn befand sich schon sehr früh eine Siedlung, welche den Namen Thalfingen/Tailfingen/Dagolfingen trug.

## Kultur und Sehenswürdigkeiten

### Museen und Denkmale

#### Ölbronn
Im Ortsteil Ölbronn befindet sich im Rathaus die Gottlob-Frick-Gedächtnisstätte, die zu Ehren des verstorbenen Kammersänger und Ehrenbürger errichtet wurde. Auch das Geburtshaus des in Ölbronn geborenen Ferdinand von Steinbeis blieb erhalten und kann von außen betrachtet werden.

### Sport
Der Ölbronn-Dürrner Fußballverein heißt SG Ölbronn-Dürrn. Die beiden Vereine TSV Ölbronn und 1. FC Dürrn haben sich 2000 zur Spielgemeinschaft zusammengeschlossen.

## Wirtschaft und Infrastruktur

### Verkehr
Der Ortsteil Ölbronn liegt an der württembergischen Westbahn und wird von der Regionalbahnlinie RB 17c der SWEG Bahn Stuttgart bedient. Im Stunden-Takt verkehren die Züge nach Mühlacker, Stuttgart und Bruchsal.
Der Stromberg-Murrtal-Radweg führt als Landes-Radfernweg von Karlsruhe nach Gaildorf und verbindet damit den Rheinradweg mit dem Kocher-Jagst-Radweg. Er führt von Königsbach-Stein und Neulingen kommend an Ölbronn vorbei nach Maulbronn.

## Persönlichkeiten

### Söhne und Töchter der Gemeinde
- Karl Sigmund Friedrich Wilhelm von Leutrum (* 27. Juni 1692 in Dürrn; † 16. Mai 1755 in Cuneo); sardinischer General im Österreichischen Erbfolgekrieg
- Ferdinand von Steinbeis (* 5. Mai 1807 in Ölbronn; † 7. Februar 1893 in Leipzig), Wirtschaftsförderer und Politiker.
- Gottlob Frick (* 1906 in Ölbronn; † 18. August 1994 in Mühlacker, beigesetzt auf dem Friedhof in Ölbronn), berühmter Kammersänger.
- Manfred Durban (* 28. September 1942 in Ölbronn; † 20. Oktober 2016 in Knittlingen), Gründungsmitglied der Schlagerband „Die Flippers“
- Tim Koch (* 1. Februar 1989 in Dürrn), Basketballspieler

### Persönlichkeiten mit Bezug zur Gemeinde
- Werner Buxa (* 16. Oktober 1916 in Memel; † 20. Mai 1998 in Ölbronn), Offizier